# نيلسون فرناندو راموس
نيلسون فرناندو راموس (بالإسبانية: Nelson Fernando Ramos)‏ (23 نوفمبر 1981 ببوبايان في كولومبيا - ) هو لاعب كرة قدم كولومبي في مركز حراسة المرمى. شارك مع منتخب كولومبيا لكرة القدم. أما مع النوادي، فقد لعب مع أمريكا دي كالي وديبورتيفو باستو وديبورتيفو كالي وسوسيداد ديبورتيفو كيتو ونادي ميلوناريوس ولا إكويداد ‏.

## وصلات خارجية
- نيلسون فرناندو راموس على موقع قاعدة بيانات كرة القدم.إي يو (الإنجليزية)
- نيلسون فرناندو راموس على موقع Soccerway.com (الإنجليزية)